# 하나기술
하나기술은 배터리 제조 장비 라인을 턴키(turn-key)로 공급하는 대한민국의 기업으로 배터리 양산 자동화 설비와 폐배터리 재활용 사업 등을 한다 2023년 MSCI 글로벌 소형주 지수 한국 부분에 편입되었다 삼성SDI, LG전자, SK이노베이션을 고객사로 두고 있다

## 참고문헌
1. ↑  전찬휘, 신한투자 “하나기술 목표 주가 상향, 주요 고객사 증설로 수주 증가 예상”,  《비지니스포스트》 2023.09.18
2. ↑  김준형, 하나기술, 주가 급등…주요 고객 확대에 주력,  《빅데이터뉴스》 2023.11.06
3. ↑  김민정, 하나기술, 주가 급등…MSCI 리밸런싱에 소극적 자본 유입,  《빅데이터뉴스》 2023.08.31
4. ↑  이경선, 하나기술 주가 호호호...2차전지 장비 관련주 모습은?,  《핀포인트뉴스》 2023.08.28